# Qaher 313
Die Qaher 313 (persisch قاهر, deutsch: mächtig, gewaltsam, auch Kaher 313 transkribiert) oder auch F-313 ist ein angebliches iranisches Kampfflugzeug, von dem am 1. Februar 2013 ein nichtflugfähiges Modell präsentiert wurde.
Die F-313 ist ein einstrahliger, einsitziger Deltaflügler mit Canards und stark nach unten abgeknickten Flügelenden. Das Flugzeug weist mehrere tarnkappenoptimierte Merkmale auf: So sind die zwei Lufteinlässe auf der Rumpfoberseite angebracht und die Seitenleitwerke haben zur Vermeidung von senkrechten Flächen eine leichte V-Stellung. Ob das Flugzeug einen internen Waffenschacht hat, ist auf den bisher veröffentlichten Bildern nicht zu erkennen, allerdings auf Grund der geringen Größe des Musters unwahrscheinlich. Das Äußere der Maschine soll auf die F-5E Tiger II zurückgehen, auf der die Qaher 313 laut iranischen Medien basiert.

Dreiseitenansicht auf Grundlage des Mock-ups

In den iranischen Staatsmedien wird die Leistungsfähigkeit der Maschine als vergleichbar mit der einer amerikanischen F-18 Hornet angegeben. Da bei den Maschinen Azarakhsh, Saeqeh und Shafaq exakt dieselben Angaben gemacht wurden, werden diese Informationen von westlichen Experten angezweifelt. Die einstrahlige Auslegung widerspricht dieser Darstellung ebenfalls. Auch aufgrund der geringen Größe der Maschine erscheinen diese Angaben zweifelhaft, da dadurch keine vergleichbare Avionik verbaut werden kann oder ähnliche Reichweiten (bedingt durch die geringe interne Treibstoffkapazität) erreicht werden können.
Die veröffentlichten Bilder lassen vermuten, dass es sich bei dem in den iranischen Staatsmedien gezeigten Flugzeug um ein Mock-up handelt. Foto- und Filmmaterial vom April 2017 zeigen fragwürdige technische Charakteristika des Flugzeugtyps wie einen Reifendruck von 50 psi (~3,5 bar), dessen Größenordnung für ein Flugzeug dieser Art laut Expertenmeinung unrealistisch sei (F-4 und F-16: über 260 psi (~18 bar) laut US-Verteidigungsministerium).